# Comuna Ilovița, Mehedinți
Ilovița este o comună în județul Mehedinți, Oltenia, România, formată din satele Bahna, Ilovița (reședința) și Moisești. Are o populație de 1238 de persoane. Distanța de la comună până la Dunăre este de 2 km.
Satul Ilovița este străbătut de râul Racovăț care se unește cu râul Bahna, având izvoarele undeva dincolo de Podeni (în preajma satului Gornenți); împreună se varsă în golful Bahna, format de apele Dunării care au inundat gura de vărsare a râului Bahna. Cel mai apropiat oraș este Orșova, la o distanță de 11 km, apoi Drobeta Turnu Severin, la 25 km depărtare. Majoritatea forței de muncă lucrează fie în Orșova, fie la șantierul naval, fie la firmele mici din zonă. În satul Ilovița se găsește o școală generală cu clasele 1-8. Elevii care doresc sa urmeze un liceu au ca variantă aceleași două orașe amintite mai sus.

## Demografie
Componența etnică a comunei Ilovița
     Români (94,18%)
     Alte etnii (0%)
     Necunoscută (5,82%)
Componența confesională a comunei Ilovița
     Ortodocși (93,94%)
     Alte religii (0,24%)
     Necunoscută (5,82%)
Conform recensământului efectuat în 2021, populația comunei Ilovița se ridică la 1.238 de locuitori, în scădere față de recensământul anterior din 2011, când fuseseră înregistrați 1.316 locuitori. Majoritatea locuitorilor sunt români (94,18%), iar pentru 5,82% nu se cunoaște apartenența etnică. Din punct de vedere confesional, majoritatea locuitorilor sunt ortodocși (93,94%), iar pentru 5,82% nu se cunoaște apartenența confesională.

## Politică și administrație
Comuna Ilovița este administrată de un primar și un consiliu local compus din 9 consilieri. Primarul, Dănuț Șonc[*], de la Partidul Social Democrat, este în funcție din 1 noiembrie 2024. Începând cu alegerile locale din 2024, consiliul local are următoarea componență pe partide politice:
|  | Partid                    | Consilieri | Componența Consiliului | Componența Consiliului | Componența Consiliului | Componența Consiliului |
|  | ------------------------- | ---------- | ---------------------- | ---------------------- | ---------------------- | ---------------------- |
|  | Partidul Social Democrat  | 4          |                        |                        |                        |                        |
|  | Partidul Național Liberal | 3          |                        |                        |                        |                        |
|  | Alianța Dreapta Unită     | 2          |                        |                        |                        |                        |